# Vriesea paradoxa
Vriesea paradoxa är en gräsväxtart som beskrevs av Carl Christian Mez. Vriesea paradoxa ingår i släktet Vriesea och familjen Bromeliaceae. Inga underarter finns listade i Catalogue of Life.